# Metrocles
Metrocles (en griego, Μητροκλῆς; fl. c. 325 a. C.) fue un filósofo cínico natural de Maronea. Estudió en el Liceo de Aristóteles bajo la dirección de Teofrasto, y después se convirtió en seguidor de Crates de Tebas, quien a su vez se casó con Hiparquía —hermana de Metrocles—. Han sobrevivido pocos de sus escritos, pero su relevancia estriba en que fue uno de los primeros filósofos cínicos en adoptar la práctica de escribir anécdotas morales (chreiai) sobre Diógenes de Sinope y otros miembros de su escuela.

## Biografía
Diógenes Laercio ha relatado la supuesta historia de la conversión de Metrocles a la doctrina cínica. Metrocles habría expelido una flatulencia mientras ensayaba un discurso, lo cual le perturbó de tal modo que se encerró en su casa e intentó quitarse la vida por inanición. Recibió la visita de Crates, quien le dio de cenar altramuces y le explicó que lo que le había pasado era acorde a la naturaleza y, por tanto, no tenía nada de lo que avergonzarse. El mismo Crates se tiró un pedo para demostrarle que era algo natural, y entonces Metrocles se convenció de que debía superar su vergüenza.
Tanto si esta narración es cierta o no, para los cínicos representaba la demostración de que la educación recibida por Metrocles hasta ese momento no le había servido de nada. Como discípulo de Teofrasto puede que hubiera aprendido muchos datos, pero todavía estaba absorbido por las convenciones sociales y los buenos modales hasta el punto de haber estado dispuesto a morir a causa de la vergüenza. Pero con la ayuda de Crates sería capaz de abandonar su vida anterior y adoptar un modo de vida cínico, libre de convenciones, y así conseguir la auténtica felicidad.
También es destacable un pasaje extraído de los escritos del también cínico Teles, quien cuenta que el joven Metrocles no era capaz de cumplir con las exigencias extravagantes del Liceo y la Academia mientras estudió allí:

Cuando estudiaba con Teofrasto y Jenócrates, a pesar de que le enviaban desde casa muchas cosas, vivía con un miedo constante a morir de hambre y se le veía siempre abandonado y con necesidad. Pero cuando más tarde se cambió a la escuela de Crates, era capaz incluso de dar de comer a otra persona a pesar de que no le enviaban nada de casa. Y ello porque antes tenía que llevar zapatos,... también un manto, un séquito de esclavos, y una gran casa; porque tenía que comprobar a la mesa que los panes fuesen puros, los manjares fueran de calidad superior, el vino dulce y las distracciones apropiadas, todo lo cual comportaba muchos gastos. Porque entre ellos dicho modo de vida era tenido por 'liberal'.

Según Hecato de Rodas, Metrocles habría quemado todos sus escritos, pero según otros testimonios únicamente habría quemado los apuntes que tomó en la escuela de Teofrasto. Habría sido a través de Metrocles como su hermana Hiparquía conoció a Crates, con quien contrajo matrimonio, y se convertiría también en filósofa cínica. Plutarco caracterizó a Metrocles durmiendo entre las ovejas en invierno y bajo los pórticos de los templos en verano. Al parecer conoció al filósofo megárico Estilpón, con el cual disputó, y Estilpón a su vez compuso un diálogo titulado Metrocles. En su biografía de Metrocles, Diógenes Laercio se refiere aparentemente a una serie de discípulos suyos, pero la lista probablemente enumera a alumnos de Crates. Metrocles falleció a edad avanzada, se dice que por asfixia al haber contenido la respiración.

## Obra
Metrocles era un hombre con grandes cualidades y escribió varios trabajos, pero pocas ideas suyas han sobrevivido. Se oponía a las riquezas a menos que se hiciera un buen uso de ellas; también dividió las cosas entre aquellas que pueden ser compradas con dinero (como una casa) y las que se adquieren a base de tiempo y aplicación (como la educación). Una de sus obras se titulaba Chreiai (Anécdotas o Máximas). Metrocles es, por tanto, uno de los primeros autores dentro del género literario más importante de la filosofía cínica: miles de anécdotas sobre Diógenes, Crates y otros filósofos adscritos a la escuela fueron recopiladas (e inventadas), utilizando el propio ejemplo de los cínicos para aportar enseñanzas morales. Ha llegado hasta nosotros una anécdota acerca de Diógenes narrada por Metrocles, transmitida por Laercio:

Habiendo entrado una vez con la cabeza medio rapada al convite de unos jóvenes, como nos cuenta Metrocles en sus Chreiai, estos le agredieron. A continuación, él escribió sobre una tablilla blanca los nombres de quienes le habían golpeado y se paseó con la tablilla colgada del cuello, con el fin de exponerlos al escarnio público y así ser condenados y reprendidos por su conducta.